# Guldbagge/Bester ausländischer Film
Guldbagge: Bester ausländischer Film
Gewinner des schwedischen Filmpreises Guldbagge in der Kategorie Bester ausländischer Film (Bästa utländska film). Das Schwedische Filminstitut vergibt seit 1964 alljährlich seine Auszeichnungen für die besten Filmproduktionen und Filmschaffenden des vergangenen Kinojahres Ende Januar beziehungsweise Anfang Februar auf einer abwechselnd in Stockholm oder Göteborg stattfindenden Gala. Der Filmpreis für den besten ausländischen Film wurde erstmals 1990 verliehen.
Am häufigsten ausgezeichnet wurden die Werke britischer und US-amerikanischer Filmemacher (je drei Siege). Als bislang einziger Regisseur konnte der Taiwaner Ang Lee (Der Eissturm, 1998; Gefahr und Begierde, 2009) zwei Siege verbuchen.
Als erster deutschsprachiger Regisseur setzte sich 2007 Florian Henckel von Donnersmarck mit seinem später Oscar-prämierten Film Das Leben der Anderen durch. Ihm folgten 2010 und 2011 Siege der Österreicher Michael Haneke (Das weiße Band – Eine deutsche Kindergeschichte) und Jessica Hausner (Lourdes).

## 1990er Jahre
1990
Zwei Welten (En annan värld) – Regie: Chris Menges

1991
Die Zeit der Zigeuner (Zigenarnas tid) – Regie: Emir Kusturica

1992
Die Verlobung des Monsieur Hire (Den fula gubben) – Regie: Patrice Leconte
König der Fischer (Fisher King) – Regie: Terry Gilliam
Die zwei Leben der Veronika (Veronikas dubbelliv) – Regie: Krzysztof Kieślowski

1993
Ehemänner und Ehefrauen  (Fruar och äkta män) – Regie: Woody Allen
Grüne Tomaten (Stekta gröna tomater på Whistle Stop Café) – Regie: Jon Avnet
Rote Laterne (Den röda lyktan) – Regie: Zhang Yimou

1994
Das Piano (Pianot) – Regie: Jane Campion
Drei Farben: Blau (Frihet – den blå filmen) – Regie: Krzysztof Kieślowski
Orlando (Orlando) – Regie: Sally Potter

1995
Short Cuts (Short Cuts) – Regie: Robert Altman
Forrest Gump (Forrest Gump) – Regie: Robert Zemeckis
Schindlers Liste (Schindler's List) – Regie: Steven Spielberg

1996
Vor dem Regen (Innan regnet faller) – Regie: Milčo Mančevski
Bullets Over Broadway (Kulregn över Broadway) – Regie: Woody Allen
Lamerica (Lamerica) – Regie: Gianni Amelio

1997
Breaking the Waves (Breaking the Waves) – Regie: Lars von Trier
Fargo (Fargo) – Regie: Ethan und Joel Coen
Trainspotting – Neue Helden (Trainspotting) – Regie: Danny Boyle

1998
Der Eissturm (The Ice Storm) – Regie: Ang Lee
Brassed Off – Mit Pauken und Trompeten (Brassed Off) – Regie: Mark Herman
Das Versprechen (Ett löfte) – Regie: Jean-Pierre und Luc Dardenne

1999
Das Fest (Festen) – Regie: Thomas Vinterberg
Karakter (Karaktären) – Regie: Mike van Diem
Liebe das Leben (Änglars drömliv) – Regie: Erick Zonca

## 2000er Jahre
2000
Alles über meine Mutter (Allt om min mamma) – Regie: Pedro Almodóvar
Central Station (Central do Brasil) – Walter Salles
Eine wahre Geschichte – The Straight Story (The Straight Story) – David Lynch

2001
Magnolia (Magnolia) – Regie: Paul Thomas Anderson
American Beauty (American Beauty) – Regie: Sam Mendes
Boys Don’t Cry (Boys Don’t Cry) – Regie: Kimberly Peirce

2002
Die fabelhafte Welt der Amélie (Amelie från Montmartre) – Regie: Jean-Pierre Jeunet
Italienisch für Anfänger (Italienska för nybörjare) – Regie: Lone Scherfig
Lust auf Anderes (I andras ögon) – Regie: Agnès Jaoui

2003
Der Mann ohne Vergangenheit (Mannen utan minne) – Regie: Aki Kaurismäki
Die Royal Tenenbaums (The Royal Tenenbaums) – Regie: Wes Anderson
Sprich mit ihr (Tala med henne) – Regie: Pedro Almodóvar

2004
The Hours – Von Ewigkeit zu Ewigkeit (Timmarna) – Regie: Stephen Daldry
Dogville (Dogville) – Regie: Lars von Trier
Good Bye, Lenin! (Good Bye, Lenin!) – Regie: Wolfgang Becker

2005
The Return – Die Rückkehr (Aterkomsten) – Regie: Andrei Petrowitsch Swjaginzew
21 Gramm (21 gram) – Regie: Alejandro González Iñárritu
Lost in Translation (Lost in Translation) – Regie: Sofia Coppola

2006
Das Kind (Barnet) – Regie: Jean-Pierre und Luc Dardenne
Caché (Dolt hot) – Regie: Michael Haneke
Nobody Knows (Barnen som inte fanns) – Regie: Hirokazu Koreeda

2007
Das Leben der Anderen (De andras liv) – Regie: Florian Henckel von Donnersmarck
Babel (Babel) – Regie: Alejandro González Iñárritu
Volver – Zurückkehren (Att återvända) – Regie: Pedro Almodóvar

2008
This Is England (This Is England) – Regie: Shane Meadows
4 Monate, 3 Wochen und 2 Tage (4 luni, 3 săptămâni și 2 zile) – Regie: Cristian Mungiu
Auf der anderen Seite (Vid himlens utkant) – Regie: Fatih Akın

2009
Gefahr und Begierde (Lust, Caution) – Regie: Ang Lee
No Country for Old Men (No Country for Old Men) – Regie: Ethan und Joel Coen
There Will Be Blood (There Will Be Blood) – Regie: Paul Thomas Anderson

## 2010er Jahre
2010
Das weiße Band – Eine deutsche Kindergeschichte (Det vita bandet) – Regie: Michael Haneke
Still Walking (Still Walking) – Regie: Hirokazu Koreeda
Waltz with Bashir (Waltz with Bashir) – Regie: Ari Folman

2011
Lourdes (Miraklet i Lourdes) – Regie: Jessica Hausner
Fish Tank (Fish Tank) – Regie: Andrea Arnold
The Social Network (Social Network) – Regie: David Fincher

2012
Nader und Simin – Eine Trennung (Nader och Simin – en separation) – Regie: Asghar Farhadi
Dogtooth (Kynodontas (Κυνόδοντας)) – Regie: Giorgos Lanthimos
Winter’s Bone – Regie: Debra Granik

2013
Liebe (Amour) – Regie: Michael Haneke
Laurence Anyways – Regie: Xavier Dolan
Moonrise Kingdom – Regie: Wes Anderson

2014
Blau ist eine warme Farbe (La vie d’Adèle) – Regie: Abdellatif Kechiche
12 Years a Slave – Regie: Steve McQueen
Das Turiner Pferd (A Torinói ló) – Regie: Béla Tarr

2015
Zwei Tage, eine Nacht (Deux jours, une nuit) – Regie: Jean-Pierre und Luc Dardenne
Boyhood – Regie: Richard Linklater
Ida – Regie: Paweł Pawlikowski

2016
Leviathan (Левиафан) – Regie: Andrei Swjaginzew
Carol – Regie: Todd Haynes
Timbuktu – Regie: Abderrahmane Sissako

2017
Son of Saul (Saul fia) – Regie: László Nemes
Toni Erdmann – Regie: Maren Ade
Mustang – Regie: Deniz Gamze Ergüven

2018
The Salesman (فروشنده Forūšande) – Regie: Asghar Farhadi
120 BPM (120 battements par minute) – Regie: Robin Campillo
Moonlight – Regie: Barry Jenkins

2019
Shoplifters – Familienbande (万引き家族 Manbiki kazoku) – Regie: Hirokazu Koreeda
Cold War – Der Breitengrad der Liebe (Zimna wojna) – Regie: Pawel Pawlikowski
BlacKkKlansman – Regie: Spike Lee

## 2020er Jahre
2020
Parasite (기생충) – Regie: Bong Joon-ho
Capernaum – Stadt der Hoffnung (Capharnaüm) – Regie: Nadine Labaki
Marriage Story – Regie: Noah Baumbach
2021
Für Sama (For Sama) – Regie: Waad al-Kateab und Edwars Watts
Milla Meets Moses (Babyteeth) – Regie: Shannon Murphy
Mank – Regie: David Fincher

2022
Flee – Regie: Jonas Poher Rasmussen
The Father – Regie: Florian Zeller
Nomadland – Regie: Chloé Zhao